# Oreoloma
Oreoloma là chi thực vật có hoa trong họ Cải.